# ماهی کف‌زی
|                    |  |                   |
| دم‌ربانی خال‌خال آبی |  | گاوماهی رودخانه‌ای |

ماهی کف‌زی به ماهی گفته می‌شود که در نزدیکی کف دریاها، دریاچه‌ها و رودها زندگی و تغذیه می‌کند. این دسته از ماهی‌ها کف دریاها و رودخانه‌هایی را که از شن، ماسه، صخره و گل پوشیده شده‌اند را به اشغال خود در آورده‌اند. در آب‌های ساحلی آنها در نواحی نزدیک فلات قاره یافت می‌گردند ولی در آبهای ژرف در سرازیری‌های قاره‌ای (کناره‌های قاره‌ای) یا در سراسر برجستگی‌های قاره‌ای یافت می‌شوند. آنها عموماً" در عمیق ترین مناطق نظیر نواحی مغاکی و دشت‌های ژرف کف اقیانوس‌ها یافت نمی‌شوند اما در اطراف آبکوه‌ها و جزیره‌ها دارای زیستگاه‌هایی هستند. واژه demersal از واژه لاتین demergere آمده است و به معنای غرق شدن می‌باشد.